# Crécey-sur-Tille
Crécey-sur-Tille település Franciaországban, Côte-d’Or megyében. Lakosainak száma 125 fő (2022. január 1.). Crécey-sur-Tille Échevannes, Marcilly-sur-Tille, Selongey, Villey-sur-Tille és Is-sur-Tille községekkel határos.

## Népesség
A település népességének változása:
| Lakosok száma | 136  | 107  | 124  | 177  | 146  | 148  | 142  | 131  | 128  | 125  |
|               | 1968 | 1982 | 1990 | 2006 | 2013 | 2015 | 2017 | 2019 | 2020 | 2022 |